# Frente estratégico
Se llama frente estratégico a la extensión que ocupa un ejército hacia el enemigo.
La porción de terreno por donde se presuma que pueda llegar a dicho frente el ejército contrario en una o dos marchas se conoce como su frente de operaciones, que vendrá a ser por lo tanto, el espacio geográfico que separa los frentes estratégicos de dos ejércitos opuestos y regularmente es paralelo a la base de operaciones. El frente estratégico sigue también por lo común la misma dirección, cortando trasversalmente a aquella en que se trate de marchar; aunque a veces el citado frente podrá tomar diferente inclinación según los proyectos que se formen o los ataques que se prevean, presentando un frente perpendicular a la base y paralelo a la dirección primitiva en que se piense marchar.
Los cambios de frente estratégico pueden ser de mucha importancia, porque formándose una perpendicular con su propia base se dominan dos lados del teatro de operaciones, colocándose el ejército en posición de cortar las comunicaciones del enemigo con su base, mientras que en todo evento pueden conservarse las propias. Solamente para esta maniobra es indispensable tener seguridad de poder establecerse sobre su base cuando convenga siendo preciso que esta base se prolongue a retaguardia del frente estratégico. 
Napoleón marchando de la Nareu por Allenstein sobre Eylau tenía por detrás de su izquierda la plaza de Thorn, y aún mas distante del frente del ejército la cabeza de puente de Praga y Varsovia de suerte que sus comunicaciones estaban perfectamente aseguradas mientras que el ejército ruso de Beningse, obligado a darle frente y formar su línea de combate paralelamente al Báltico, podía quedar cortado con su base y ser arrojado contra las bocas del Vístula. Este cambio de frente estratégico puede ejecutarse por un movimiento momentáneo de conversión que solo dure para una operación de pocos días o por tiempo indefinido con objeto de aprovechar las ventajas que puedan ofrecer ciertas localidades para emprender golpes decisivos contra su adversario o proporcionarse una buena línea de defensa у buenos ejes de operaciones. 
Muchas veces es necesario formar un doble frente estratégico bien la configuración del teatro de la guerra bien porque una línea de operaciones ofensiva algo profunda necesita asegurar sus flancos. Un ejército invasor que atravesara el Ebro, necesitaría formar un doble frente para hacer cara a las fuerzas españolas que viniesen de Aragón o de Asturias. Semejante necesidad es uno de los inconvenientes más graves para un ejército ofensivo pues le obliga a formar grandes destacamentos que lo debilitarán y hasta cierto punto, estarán siempre expuestos.